# 커트 야거

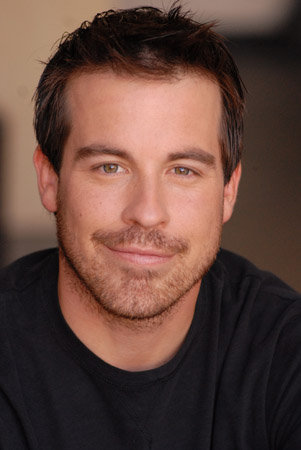

커트 야거(Kurt Yaeger, 1977년 1월 3일 ~ )는 미국의 배우, 영화 감독, 텔레비전 배우, 모델이다.
샌프란시스코에서 태어났다.

## 영화
- 쿼리 (2016년)
- 더 포드 (2014년)
- 돌핀 테일 (2011년) - 팀 역
- 스파이더 대침공 (2011년) - 조 역
- 텐더로인 (2009년) - 벤 키안 역